# Historia del Club Social y Deportivo Colo-Colo
La historia del Club Social y Deportivo Colo-Colo transcurre desde el año 1925, cuando un grupo de exjugadores del Club Social y Deportivo Magallanes, liderados por David Arellano, descontentos con el manejo deportivo y administrativo de la institución, decidieron fundar un nuevo club.

## Fundación

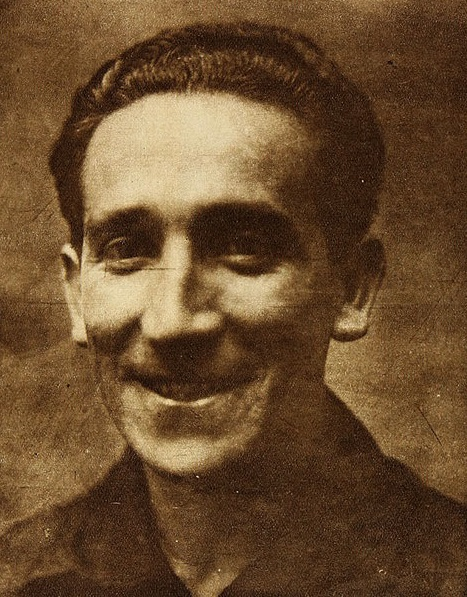
David Arellano, primer capitán del club.

A comienzos de 1925 el Club Social y Deportivo Magallanes se encontraba en una grave crisis institucional, debido a una serie de problemas entre los dirigentes y algunos de sus futbolistas. Los jugadores más jóvenes del equipo, liderados por David Arellano, exigían varias reformas en el manejo dirigencial y económico del club, entre ellas, que los miembros del primer equipo quedasen excluidos del pago de las cuotas que la institución exigía a sus futbolistas mensualmente, el establecimiento de regímenes de entrenamiento semanal, la distribución de una equipación deportiva completa, así como mejorar la infraestructura y los servicios de salud. Por su parte, la dirigencia de Magallanes argumentaba que los futbolistas «rebeldes», llamados así por la prensa de la época, solicitaban además la repartición de un porcentaje de la recaudación entre el plantel, lo que fue desmentido por el grupo de Arellano.
En la reunión de socios de Magallanes del 4 de abril de 1925, los jugadores «rebeldes» plantearon sus demandas a la dirigencia, a las que también sumaron la petición de otorgar mayores posibilidades de jugar en el conjunto titular a miembros del segundo equipo. Estas propuestas fueron totalmente rechazadas por la directiva, antiguos jugadores y socios. A último minuto la directiva de Magallanes decidió además formar parte de la elección del nuevo capitán del equipo, pese a que en un primer momento esta decisión solo concernía a los jugadores. Según los futbolistas «rebeldes», la medida buscaba evitar que fuese elegido David Arellano, quien contaba con una leve mayoría entre el plantel. La actuación de la dirigencia de Magallanes provocó finalmente la renuncia de Arellano y sus compañeros más cercanos: Francisco Arellano, Rubén Arroyo, Nicolás Arroyo, Luis Mancilla, Clemente Acuña, Juan Quiñones, Rubén Sepúlveda, Luis Contreras, Togo Bascuñán, Guillermo Cáceres y Armando Stavelot.

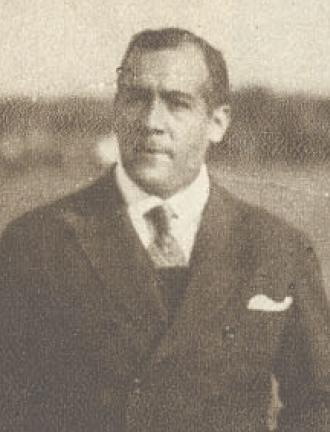
Alberto Parodi, primer presidente del club.

Luego de abandonar la junta de socios, el grupo decidió reunirse en el bar El Quitapenas, ubicado entonces en calle El Panteón 1125. Aunque en un primer momento tenían la intención de integrarse a otra institución, finalmente optaron por formar un nuevo club con sólidos principios deportivos y morales, pretensión que fue estipulada en el acta de fundación de Colo-Colo. Tras una serie de reuniones, que comenzaron la noche del 12 de abril en la calle Covadonga del barrio Estación Central, la fundación de Colo-Colo quedó sellada el 19 de abril de 1925 en el Estadio El Llano.
En la primera reunión del club, presidida de forma interina por Juan Quiñones, fueron propuestos varios nombres para la nueva institución, entre ellos, Independiente, O’Higgins y Arturo Prat. Fue Luis Contreras quien sugirió el nombre del toqui mapuche Colo Colo para el nuevo equipo, el que fue aceptado de manera unánime por el resto de los fundadores. Como primer presidente del entonces «Colo-Colo Foot-Ball Club» fue designado Alberto Parodi, mientras que Luis Barros Borgoño fue nombrado presidente honorario. También fue definido el uniforme del equipo por Juan Quiñones: camiseta blanca, que representaría la pureza; pantalones negros, como símbolo de seriedad; medias azules con una franja blanca; y zapatos negros con una franja roja, según proposición de David Arellano.

## Primeros años y tragedia en Valladolid

### El Colo-Colo «invencible» y las primeras giras

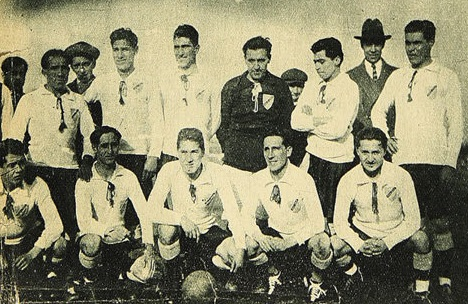
Primera fotografía de Colo-Colo en la prensa, aparecida en Los Sports.

Aun cuando los jugadores del club tenían la intención de comenzar desde las categorías de ascenso, el 20 de abril de 1925 Colo-Colo se inscribió de forma oficial en la División de Honor de la Liga Metropolitana. El 31 de mayo Colo-Colo derrotó al English por 6-0 en la cancha ubicada en la esquina de Seminario con Bilbao, en el que fue el primer encuentro oficial de su historia. Su primera alineación estuvo conformada por Eduardo Cataldo en portería, Absalón Bascuñán y Togo Bascuñán en defensa, Francisco Arellano, Guillermo Cáceres y Juan Quiñones en el mediocampo, y Clemente Acuña, Rubén Sepúlveda, Luis Contreras, David Arellano y Humberto Moreno en la línea delantera.

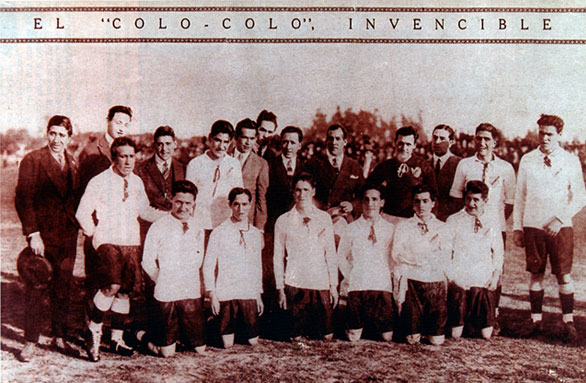
El Colo-Colo «invencible» de 1925.

Colo-Colo fue el primer club en el país que implantó un régimen de entrenamiento obligatorio, preparación de jugadas y aplicación de tácticas, traducido en un estilo de juego ofensivo que en Chile recibió la denominación de «juego científico». Esto se vio reflejado en los buenos resultados en su primera temporada, que llevaron a la institución a conseguir el título de la Liga Metropolitana de forma invicta, con 10 victorias y 1 empate, en lo que fue el primer título oficial en la historia del club. La temporada inaugural del cacique terminó con el título de la Copa de Campeones de Santiago, que lo acreditó como el mejor conjunto de la capital.
Días después, Colo-Colo emprendió una gira al sur del país con el fin de difundir su estilo de juego. Luego de una victoria en Talca, el equipo perdió su invicto el 3 de enero de 1926, al caer por 2-3 frente al Unión de Chillán. Esta gira al sur, que terminó con una presentación de Colo-Colo en la isla de Chiloé, permitió extender al club su popularidad y su fama a nivel nacional. Por el torneo oficial de la Liga Metropolitana, el conjunto albo solo disputó cuatro encuentros esa temporada, por lo que no fue considerado en la tabla final del torneo. Esto se debió a sus diversos compromisos amistosos, dentro de los cuales vale destacar el primer lance internacional del club, frente a Peñarol de Uruguay en los Campos de Sports de Ñuñoa, que finalizó con una derrota por 1-5.

### La gira internacional y la muerte de David Arellano
Debido a la necesidad de aumentar el roce internacional del fútbol nacional, y motivado por la idea de que un club chileno emulase lo hecho por Nacional de Uruguay y Boca Juniors de Argentina en 1925, a fines de 1926 el presidente de la Federación de Football, Carlos Cariola, propuso a Colo-Colo embarcarse en una gira por América y Europa, idea que fue aprobada de manera inmediata por la dirigencia encabezada por Carlos Bello. Con algunos refuerzos provenientes de distintos clubes nacionales, la delegación internacional de Colo-Colo se embarcó en Valparaíso el 2 de enero de 1927 en el vapor italiano Venezuela. Tras unas escalas en Antofagasta e Iquique, el conjunto albo llegó a Guayaquil, Ecuador, donde obtuvo dos triunfos por 7-0. Luego de un paso por La Habana, Cuba, que dejó un triunfo y una derrota, Colo-Colo llegó a México, donde permaneció hasta el mes de marzo, lapso en el que disputó un total de 12 encuentros, con un balance de 10 victorias, 1 empate y 1 derrota.
El 28 de marzo la delegación internacional llegó a La Coruña, España, en lo que fue la primera vez que un club de fútbol chileno llegaba a Europa. Su primer encuentro en tierras del viejo continente fue en el Estadio de Riazor, cuando derrotó por 4-3 al Eiriña de Pontevedra. Luego de un paso por Portugal, en donde destacó la victoria por 4-2 frente a un combinado de jugadores del Benfica y Sporting en Lisboa, el conjunto albo disputó encuentros en Madrid y en Valladolid. En esta ciudad, el 2 de mayo de 1927, en un partido frente a la Real Unión Deportiva, David Arellano fue golpeado de forma fortuita en el estómago, lo que le provocó una peritonitis traumática que al día siguiente lo llevó a la muerte. Desde entonces, la camiseta de Colo-Colo lleva un crespón, cinta horizontal de color negro, que representa el luto eterno de la institución a la partida de su fundador.

### Los títulos en la Liga Central
A pesar del gran impacto que significó el deceso de Arellano, ya de vuelta en Chile y tras la fusión de la Federación de Football de Chile se y Asociación de Football de Chile, que aconteció en 1926, Colo-Colo pasó a integrar la Liga Central de Football (Asociación de Football de Santiago desde 1930) de la cual se consagró campeón de Primera División en los años 1928, 1929 y 1930.

## Años 1930: inicios del profesionalismo

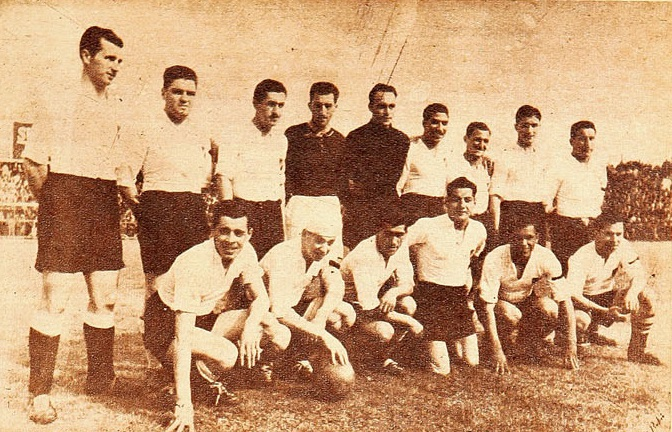
Plantel de Colo-Colo que consiguió el Campeonato Nacional de 1937.

En 1932 volvió a jugar una final de campeonato frente a Audax Italiano que se disputó el 8 de diciembre. Sin embargo, debido al derrumbe de una tribuna del Estadio Italiano y la posterior trifulca por parte de los aficionados, el partido fue suspendido cuando Colo-Colo ganaba por 2:1, quedando así vacante el campeonato y dejando un saldo de 130 heridos y 3 muertos.
Durante los años 1931-1932, Colo-Colo sufrió una crisis institucional debido a que los dirigentes del equipo quisieron invertir grandes sumas de dinero en nuevos jugadores, pero estos no les dieron un buen resultado, lo que originó una baja de sueldos en el plantel.
El 27 de mayo de 1933, en idea conjunta con Audax Italiano, Badminton, Green Cross, Morning Star, Magallanes, Santiago National y Unión Española, crearon la Liga Profesional (desde 1934 parte de la Asociación Santiago). El Campeonato de Apertura lo ganó Colo-Colo al derrotar en la final 2:1 a la Unión Española; pero en el Campeonato Oficial, quedó con el mismo puntaje que Magallanes, obligando a jugar una final que ganaron los magallánicos por 2:1.
En la temporada 1937 el club obtuvo su primer título nacional, y de forma invicta. Finalizó a 5 puntos de Magallanes, su más cercano perseguidor.
Colo-Colo sumó su segunda estrella en 1939, con Alfonso Domínguez como su goleador, completando 32 goles en 24 partidos. El equipo era dirigido por el entrenador húngaro Francisco Platko, quien planteaba un estilo de juego revolucionario para el fútbol chileno de la época.

## Años 1940: la revolución de Platko

### El invicto de 1941

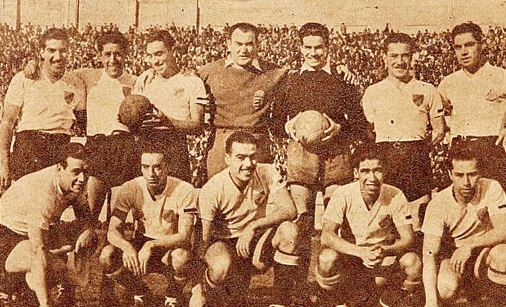
Formación de Colo-Colo en 1941, que logró el campeonato de forma invicta.

En 1940 Colo-Colo mantuvo a gran parte de los jugadores del campeonato del año anterior, y reforzó su plantilla con la llegada de los peruanos César Socarraz y Arturo Fernández. Llegó a la final del Campeonato de Apertura, donde derrotó a Universidad de Chile por 3-2, pero en el torneo oficial una gran irregularidad, junto con una actuación intermitente de parte de algunos futbolistas, llevaron al conjunto albo a terminar lejos de los primeros puestos.

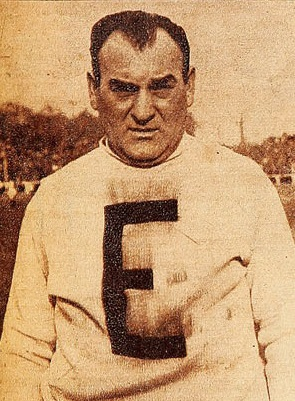
Francisco Platko, entrenador campeón en 1939, 1941 y 1953.

La temporada 1941 vio la vuelta del entrenador húngaro Francisco Platko, quien implantó por vez primera en Chile el sistema de marcación al delantero rival, conocido como el sistema táctico de la «WM», que consistía en un esquema compuesto por tres defensas, dos volantes defensivos, dos mediapuntas o volantes de salida y tres delanteros. Platko ubicó al mediocampista José Pastene entre los zagueros Santiago Salfate y Eduardo Camus, para marcar y neutralizar al centrodelantero oponente, en una posición que conocida en el país como «half policía». Esto significó el comienzo de una revolución táctica que logró un cambio fundamental en el fútbol chileno.
Si bien en un comienzo a los jugadores les costó adaptarse al nuevo sistema, ya que en el balompié nacional no existía hasta ese entonces el concepto de la marcación personal, y pese a algunas derrotas en amistosos previos, el comienzo de la nueva modalidad en el campeonato oficial fue positiva. El 3 de agosto, en el triunfo por 5-1 frente a Magallanes por la séptima fecha, se juntó por primera vez en el campo la formación más habitual de ese año: Obdulio Diano; Santiago Salfate, Eduardo Camus; Francisco Hormazábal, Jose Pastene, Óscar Medina; Enrique Sorrel, César Socarraz, Alfonso Domínguez, Norton Contreras y Tomás Rojas. A final de año el conjunto albo consiguió el título de forma invicta, con un registro de 13 victorias y 4 empates, con 30 puntos de 34 posibles, y con un 88,23 % de rendimiento, la mejor campaña histórica del club.
Al año siguiente los conflictos económicos y directivos propiciaron la renuncia del recién elegido presidente Robinson Álvarez, las repercusiones se notaron en la competición oficial donde Colo-Colo solo remató en la tercera posición. En 1943 pese a que el desgaste de los jugadores y del cuerpo técnico era evidente, el club logró ubicarse segundo dos puntos por debajo de Unión Española.
El año 1944 comenzó con la renuncia de Platko y el despido varios jugadores extranjeros, como parte de una política de "chilenizar" el equipo adoptada por el club ese mismo año. Los cambios surtieron efecto, ya que bajo la conducción del entrenador nacional Luis Tirado, quien reemplazó a Arturo Torres a mediados de la temporada, Colo-Colo obtuvo nuevamente el campeonato nacional, derrotando en la última fecha al Audax Italiano, que estaba primero antes del partido (a un punto de Colo-Colo), por 3:1. Al año siguiente, pese a que contaba con gran parte del plantel que logró el campeonato pero con el problema de no tener recambios, Colo-Colo terminó penúltimo, solo superando al débil Badminton.
En 1946 pese a reforzar de buena manera el plantel, llegando a pagar $180.000 a Magallanes por el defensa Domingo Pino, la gran cantidad de lesiones que afectaron al equipo sumado el pobre rendimiento ofrecido por algunos refuerzos no permitieron realizar una buena campaña, ubicándose en un discreto sexto lugar.
Pero, en la temporada 1947, Colo-Colo se consagró nuevamente campeón, esta vez bajo la dirección técnica del exjugador Enrique Sorrel, a tres fechas del final del campeonato. Este título sirvió de base para que el club organizara la Copa de Campeones de América en 1948, campeonato precursor de la futura Copa Libertadores de América, junto a River Plate de Argentina, Vasco da Gama de Brasil (eventual campeón del torneo), Litoral de Bolivia, Emelec de Ecuador, Deportivo Municipal de Perú y Nacional de Uruguay. En los años posteriores se acentuaron los problemas deportivos e institucionales, terminando la década en la novena posición.

## Años 1950: los hermanos Robledo

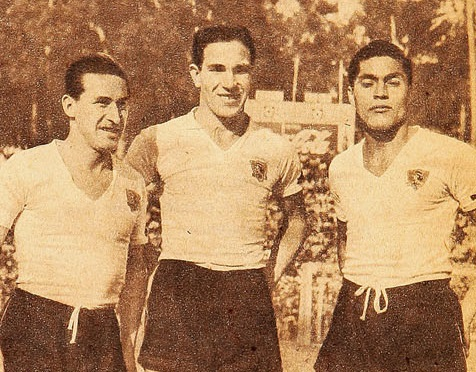
Atilio Cremaschi, Jorge Robledo y Manuel Muñoz en 1953.

Tras seis años de espera, el año 1953 Colo-Colo obtuvo su sexta estrella de la mano de su nuevo presidente Antonio Labán, la vuelta del entrenador Francisco Platko, y la repatriación de dos hermanos iquiqueños que jugaban en el Newcastle United inglés, Ted y Jorge Robledo, este último goleador del torneo con 26 tantos. La llegada de estos jugadores significó un nuevo estilo de juego y más gente en los estadios. El mismo año 1953, Colo-Colo compró una sede social en calle Cienfuegos N.º 41, en Santiago Centro. Frustración al siguiente año porque no pudo obtener el tan esperado bicampeonato.
En 1956, gracias a jugadores como Misael Escuti, Mario Moreno, Enrique Hormazábal y Jorge Robledo, Colo-Colo consiguió su séptimo título nacional. Ese mismo año, se adquirió un terreno de 28 ha, ubicado en el sector sur de Santiago en la comuna de Macul, iniciándose la construcción del futuro Estadio Monumental.

## Años 1960: dos nuevos campeonatos
En la temporada 1960, Colo-Colo contrató como entrenador a Hernán Carrasco y a tres fechas del final, alcanzó al puntero Santiago Wanderers y se mantuvo en primer lugar, conquistando su octava estrella. En el año 1963, Colo-Colo salió nuevamente campeón, luego de una disputada temporada con el Ballet Azul de la Universidad de Chile, solo separados por un punto. Ese año Colo-Colo marcó dos récords en el fútbol chileno: el primero, la máxima cantidad de goles anotados por un club en una temporada (103 goles) y el segundo, la máxima cantidad de goles anotados por un jugador en una temporada (Luis Hernán Álvarez, con 37 goles). También ese año significó romper con la tradición de jugar solo con chilenos, que venía desde 1944, por medio del fichaje del argentino Walter Jiménez.
En la Copa Campeones de América 1964 (actual Copa Libertadores de América) Colo-Colo logró llegar a las semifinales del torneo, siendo derrotado por Nacional de Montevideo.
Hasta el final de la década, Colo-Colo solo realizó campañas irregulares en los torneos nacionales, que fueron dominados por la Universidad de Chile y la Universidad Católica.

## Años 1970: finalista de la Copa Libertadores
Después de siete años de sequías, en 1970, gracias a la conducción de Francisco Hormazábal, Colo-Colo llegó a su décima estrella, después de ganar en el partido de definición por el título a la Unión Española por 2:1, gracias a dos goles del brasileño Elson Beiruth.
En el año 1972, bajo la conducción del Luis "Zorro" Álamos, y con figuras como Francisco Valdés y Carlos Caszely, Colo-Colo salió campeón nacional. Ese año, Colo-Colo marcó el récord de promedio de asistencia de público al estadio en Chile: algo más de 40.000 personas por partido.
Al año siguiente, con un plantel que mantuvo la base del torneo anterior más nuevas incorporaciones, Colo-Colo se convirtió en el primer club chileno en disputar la final de la Copa Libertadores de América. Superó en Primera fase a Unión Española, y a los equipos ecuatorianos Emelec y Nacional de Quito, a los que les propinò sendas goleadas de cinco goles en el estadio Nacional.  Superó en las semifinales a Cerro Porteño y a Botafogo, con triunfo de Colo-Colo por 2:1 en el Estadio Maracaná. En la final se enfrentaron en una polémica definición a Independiente, empatando 1:1 en Avellaneda y 0:0 en Santiago, pero perdiendo 2:1 en el desempate en Montevideo.
Este equipo fue también la base de la selección chilena que participó en la Copa Mundial de Fútbol de 1974 en Alemania Federal.
Después de aquel subcampeonato el equipo entró en una crisis deportiva e institucional que se solucionó en el año 1979, cuando, guiados por la dupla de Severino Vasconcelos y el goleador de ese año, Carlos Caszely, el club alcanzó el 12.º título tras terminar el torneo con diez triunfos consecutivos y una defensa que solo recibió 24 goles en 34 partidos.

## Años 1980: la transición
Colo-Colo obtuvo el título nacional los años 1981 y 1983 de la mano del entrenador Pedro García, peleando ambos campeonatos con Cobreloa. 

### El proceso de Arturo Salah
En 1986 la nueva directiva de Colo-Colo comandada por Peter Dragicevic apostó para la dirección técnica del conjunto popular por Arturo Salah, exdelantero de Universidad de Chile. Al principio fue muy resistido debido a que los resultados no fueron los esperados, pero poco a poco encontró el camino, y en la segunda rueda el equipo fue el sólido líder del campeonato nacional y terminó el año como campeón, tras derrotar en la final a Palestino por 2-0. Al año siguiente, partieron figuras como el portero Roberto Rojas y el defensor Fernando Astengo a Brasil, y llegaron como refuerzos desde Argentina el arquero Daniel Morón y el delantero Ricardo Dabrowski, pero el club no tuvo suerte. Quedó eliminado en primera fase de Copa Libertadores, a pesar de haber derrotado como visitante a São Paulo, perdió la final del Torneo de Apertura frente a Cobresal, y escoltó a Universidad Católica en el torneo local, aunque logró ganar la liguilla de Copa Libertadores.
En 1988 el club comenzó como campeón de la Copa Chile, pero en Copa Libertadores sufrió una eliminación en octavos de final frente a Oriente Petrolero de Bolivia. En el torneo local Colo-Colo completó la peor campaña en una primera rueda de su historia, lo que lo llevó a la mitad del campeonato a ser colista y a peligrar con el descenso. El entrenador Salah analizó su continuidad en el banco popular, pero decidió continuar, y tras una gran campaña en la segunda rueda, logró llegar a la liguilla de Copa Libertadores, que terminó ganando.
El 30 de septiembre de 1989 se inauguró de forma definitiva el Estadio Monumental, con un partido entre Colo-Colo y Peñarol, que terminó con triunfo de Colo-Colo por 2:1, siendo el primer gol marcado en este recinto obra de Marcelo Barticciotto. En este nuevo estadio se dio la vuelta olímpica del título del año 1989, jugando el último partido contra Cobresal.

## Años 1990: Colo-Colo campeón de América
A mitad de la temporada 1990, llegó desde Croacia el entrenador Mirko Jozić, para reemplazar a Arturo Salah. Colo-Colo terminó el año con su primer bicampeonato nacional, tres fechas antes del término del torneo.
En el año 1991 el equipo se coronó campeón de América al ganar la Copa Libertadores. Colo-Colo derrotó en cuartos de final a Nacional de Uruguay y eliminó en semifinales a Boca Juniors de Argentina para superar en la final a Olimpia de Paraguay luego de empatar 0:0 en el Estadio Defensores del Chaco de Asunción y vencer por 3:0 el 5 de junio de 1991 en el Estadio Monumental, con dos goles de Luis Pérez y uno de Leonel Herrera, transformándose así en el único equipo chileno hasta el momento en ganar dicho torneo. En el ámbito local, Colo-Colo obtuvo por primera vez un tricampeonato, al ganar el campeonato nacional, igualando a Magallanes, que se había titulado campeón los años 1933, 1934 y 1935. Ese mismo año, perdió la Copa Intercontinental en Tokio por 3:0 ante el Estrella Roja de Belgrado.
El año 1992, el club ganó la Recopa Sudamericana al derrotar por penales a Cruzeiro de Brasil y la Copa Interamericana 1992 al vencer al Puebla de México.
El año 1993, Mirko Jozić consiguió su último título en Colo-Colo al quedarse con el campeonato nacional, en un año marcado por la llegada de importantes refuerzos, como por ejemplo el seleccionado boliviano Marco Etcheverry.
Después de la salida de Jozić del club, el equipo sufrió algunos años de inestabilidad, provocados por la disputa por la presidencia y una deuda en lento crecimiento. Esto fue solucionado cuando en 1995 llegó al club el entrenador paraguayo Gustavo Benítez.
Luego del cuestionamiento inicial hacia el nuevo entrenador, en 1996 Colo-Colo logró su vigésima estrella, de la mano de, entre otros, el volante Marcelo Espina y los delanteros Ivo Basay y Marcelo Barticciotto. Ese mismo año Colo-Colo, tras eliminar a Estudiantes de La Plata y Flamengo, llegó a la semifinal de la Supercopa Sudamericana, donde fue eliminado por el Cruzeiro.
En la temporada 1997 el campeonato fue realizado en dos torneos. En el primero (Apertura) Colo-Colo perdió la final contra la Universidad Católica, pero en el Clausura le tomó cinco puntos de ventaja al mismo equipo, coronándose campeón. En el plano internacional, el club alcanzó las semifinales de la Copa Libertadores, siendo eliminado nuevamente por el Cruzeiro, esta vez por penales. También consiguió llegar a la semifinal de la Supercopa Sudamericana, donde fue eliminado por el São Paulo.
Ese mismo año la IFFHS distinguió al club como el quinto mejor del mundo, siendo la primera vez que un conjunto chileno aparecía entre los diez primeros de esta clasificación.
En 1998, Colo-Colo obtuvo su estrella número 22, en un año de cerrada lucha contra la Universidad de Chile, ganándole en la última fecha a Deportes Iquique por 2:1 en el Estadio Monumental.

## Años 2000: la quiebra y el tetracampeonato
Luego de la salida de Benítez del club, Colo-Colo comenzó a vivir una negra etapa tanto en lo futbolístico como en lo financiero. El 23 de enero de 2002 la justicia decretó la quiebra del club, dejándolo a cargo del síndico Juan Carlos Saffie, cuya gestión permitió la continuidad de giro del club, necesaria para que Colo-Colo no perdiera su personalidad jurídica y sus bienes no fueran a remate.
En una de las etapas más difíciles para el club y después de cuatro años, Colo-Colo se consagró campeón nuevamente. Ese año se conformó un equipo juvenil, debido a la quiebra, y de la mano del técnico y exjugador Jaime Pizarro, Colo-Colo dio cuenta de la Universidad Católica en la final, alcanzando su vigésimo tercera estrella. 
Al año siguiente, y con Iván Zamorano de vuelta en Chile, Colo-Colo llegó a las finales del Apertura y Clausura, pero cayó en ambas con Cobreloa.
En el año 2005 tomó la administración del club la sociedad anónima Blanco y Negro S.A., la cual concesionó todos los activos del club por 30 años, a cambio de pagar todas las deudas a través de un proceso de apertura en la Bolsa de Comercio de Santiago.

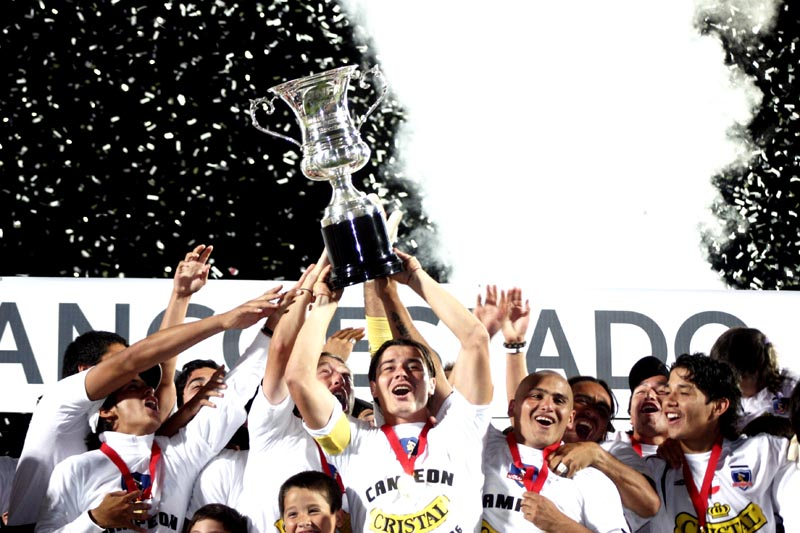
El equipo de Colo-Colo levanta la copa del Torneo Clausura 2006.

A fines de 2005 fue despedido el director técnico Ricardo Dabrowski, y en su reemplazo fue contratado el exjugador Claudio Borghi, teniendo un Colo-Colo completamente renovado y joven. Con jugadores de las divisiones inferiores como Matías Fernández, Claudio Bravo, Gonzalo Fierro, Arturo Vidal, entre otros. Más los ya contratados Jorge Valdivia y Humberto Suazo.
En el primer semestre de 2006 la justicia levantó la quiebra a Colo-Colo y, después de cuatro años, el equipo logró levantar el título nacional número 24. En la final del Torneo Apertura derrotó en lanzamientos penales a su archirrival, la Universidad de Chile.
En el segundo semestre Colo-Colo participó en la Copa Sudamericana 2006, en donde logró alcanzar la final gracias a la buena actuación de figuras como Sebastián Cejas, Humberto Suazo y Matías Fernández. En cuartos de final eliminó a Gimnasia y Esgrima de la Plata de Argentina. Después de este partido los albos fueron reconocidos como el club del mes del mundo de octubre según la Federación Internacional de Historia y Estadística de Fútbol. En semifinales derrotaron al Toluca mexicano, y en la final se enfrentaron al Pachuca de México, empatando 1:1 en el Estadio Hidalgo y perdiendo la final de vuelta, el 13 de diciembre de 2006, por 2:1 en el Estadio Nacional.
Al mismo tiempo, en el torneo local Colo-Colo consiguió llegar a la final del Torneo Clausura de Chile, en donde dio cuenta de Audax Italiano, al ganarle por 3:0 en el Monumental y por 3:2 en el Nacional, conquistando así su 25.º título nacional. Al final del año se va su principal figura Matías Fernández al Villarreal CF, luego de ser galardonado como Mejor Jugador de América.
En 2007, luego de un apasionante final de campeonato, Colo-Colo se coronó tricampeón por segunda vez en su historia, al ganar el campeonato de Apertura 2007. En la última fecha derrotó a Palestino por 1:0, superando por un punto a Universidad Católica y por tres al Audax Italiano.
Ya en la segunda parte del año y luego de adjudicarse el Torneo de Clausura, Colo-Colo se convirtió en el primer club chileno en alcanzar un tetracampeonato. Tras una irregular fase de grupos, en la etapa de play-off superó en cuartos de final a O'Higgins por 5 tantos a 0 en el partido de ida y 1 a 1 en la vuelta, en semifinales a Universidad de Chile con victorias por 2 a 0 como local y 1 a 0 como visitante, y en la final a Universidad de Concepción por 1 a 0 en la ciudad penquista y 3 a 0 en el Estadio Monumental obteniendo de este modo su 27.º campeonato nacional.
Tras la renuncia de Borghi en marzo de 2008, fue Fernando Astengo quien guio a Colo-Colo a la final del Torneo de Apertura de 2008, en la cual Colo-Colo enfrentaba a Everton de Viña del Mar en busca de algo inédito en el fútbol chileno, el pentacampeonato. La ida fue victoria de los 'albos' por 2-0 con una gran jugada personal de Lucas Barrios y un tremendo voleo de Gonzalo Fierro, sin embargo, en el partido de vuelta cayeron por 3-0 en el Sausalito, perdiendo la final y la posibilidad de hacer historia en el país. Ya en el Clausura 2008, Astengo renunció a la banca alba tras una irregular campaña, siendo Marcelo Barticciotto su sucesor. Marcelo Barticciotto condujo al club a su campeonato número 28, tras derrotar en la final a Palestino igualando 1:1 en el Nacional y ganando por 3:1 en el Monumental. Uno de los goles de la final de vuelta fue obra del delantero Lucas Barrios, la gran figura de Colo-Colo ese año, quien igualó la marca de Luis Hernán Álvarez en 1963 con la mayor cantidad de goles anotados en una temporada por un jugador de Colo-Colo (37 goles).
El 2009 empezó de forma muy auspiciosa para el club. No obstante, surgieron fuertes discrepancias entre el técnico Barticciotto y algunos jugadores, lo que afectó enormemente el rendimiento del club y le hizo retroceder varios lugares de la tabla. Además, el club quedó fuera en primera ronda de forma increíble perdiendo ante Ñublense. Esto provocó la salida del entrenador y la asunción de forma interina de Gualberto Jara. El club terminó en el lugar undécimo en la fase regular del Torneo de Apertura, su peor ubicación desde 1946, quedando por primera vez fuera de la fase de play-off desde que se iniciaron los torneos cortos. Luego, es contratado como nuevo DT albo Hugo Tocalli, ex campeón del mundo juvenil con la selección de Argentina.
Al inicio del segundo semestre, el cuadro colocolino hace historia al enfrentar el 5 de agosto al equipo de la Isla de Pascua por la Copa Chile, siendo el primer partido oficial de fútbol que se jugó en la isla, y que la prensa internacional e incluso la FIFA lo han catalogado como el Partido del Siglo, dada su ubicación geográfica y su significado histórico y arqueológico.
En el Torneo de Clausura, el inicio fue algo irregular, llegándose incluso a especular con la idea del descenso del cuadro colocolino. Sin embargo, en los tramos finales su rendimiento fue en ascenso y quedó en play-off. En la etapa final, fue eliminando a cuadros como Universidad de Concepción y Deportes La Serena, llegando a la final con Universidad Católica, empatando en la ida a 2 goles y ganando en la vuelta por 4 goles a 2, consiguiendo su 29.ª estrella.

## Años 2010

### El Renacer y las estrella 30 y 31
En el 2010 Colo-Colo en Copa Libertadores no supera la fase de grupos quedando tercero con 8 puntos, luego Hugo Tocalli renunciaría y llegaría a la banca Diego Cagna, con un campeonato largo luego del terremoto en febrero quedarían punteros luego de la primera rueda y clasificaría a la Copa Sudamericana de ese mismo año la cual quedarían eliminados en primera ronda por Universitario de Sucre. En Copa Chile quedaría eliminado por Curicó Unido en penales. En el campeonato nacional con 7 puntos de ventaja cuando quedaban 7 fechas para el fin del torneo, Colo-Colo deja escapar el título ganado por la Universidad Católica.
El 2011 tras una mala campaña de Diego Cagna y un 5-1 de U. de Concepción en el Monumental terminaría en su renuncia y estaría de interino Luis Pérez hasta que llegó Américo Rubén Gallego, el cual ganó 4 partidos consecutivos logrando casi una marca histórica pero luego bajaría su rendimiento y quedaría eliminado en la fase de grupos de la Copa Libertadores tras una remontada de Cerro Porteño a Colo-Colo y un 2-3 final, clasificaría a Play-offs como 8° y quedaría eliminado por Universidad Católica después de darle la vuelta al partido en el Monumental de 2-0 a 0-4 y un empate a 1 a la vuelta. Por Copa Chile quedaría 21 en la tabla general con solo 8 puntos y después de 2 partidos por el campeonato de Clausura y la pérdida de 3-0 en Collao despedirían a Américo Rubén Gallego, con un buen interinato de Luis Pérez con 2 triunfos y 1 empate llega Ivo Basay que no pudo dirigir su primer partido en que ganaron 2-0 a Cobresal de visita con una irregular campaña clasificaron a playoffs con 2 partidos por jugar terminando 3° en la fase regular le tocó jugar con La Serena donde ganó 2-6 y 3-1 y paso a la semifinal contra Cobreloa y en santiago perdieron 2-3 y en Calama ganaron 2-1 pero por el lugar en la tabla Colo-Colo queda eliminado, después inicia la "poda" y quedan fuera del equipo 2012: Juan Castillo, Andrés Scotti, Mario Salgado y Marco Medel; y ya se incorporarían Eduardo Lobos y Horacio Cardozo.
Luego de un 2012 sin títulos, llegaba el año 2013 un nuevo técnico a Colo-Colo, Gustavo Benítez. El cual no duraría medio semestre tras renunciar luego de 10 fechas en el Torneo Apertura 2013. Héctor Tapia sería el técnico interino, donde llegaría un fútbol renovado de la mano de jugadores canteranos como Claudio Baeza, Esteban Pavez, Juan Delgado, Luis Pavez más los estandartes Justo Villar, Julio Barroso y Gonzalo Fierro. El renacer de Colo-Colo llegaría justamente en el Superclásico frente a la Universidad de Chile, donde el cacique ganaría 3-2.
En el Torneo de Clausura 2014, se ratificaría a Tapia como técnico, y llegarían los fichajes de Esteban Paredes y Jaime Valdés. El torneo empezaría con una victoria frente a Audax Italiano por 2-1, manteniéndose invicto hasta la fecha 13 donde tendría su única derrota frente a la Universidad de Concepción. En la fecha 15, Colo-Colo se jugaba la opción de salir campeón frente a Santiago Wanderers. Con gol de Felipe Flores, Colo-Colo ganaría 1-0 y conseguiría salir campeón luego de 4 años y obtener la esquiva Estrella 30. En el Torneo Apertura 2014 (Chile), Colo-Colo quería buscar el bicampeonato. Luego de un comienzo difícil, poco a poco se afirmaría en los primeros puestos, llegando a disputar el título con Santiago Wanderers y Universidad de Chile. En la última fecha, Los Albos llegarían con la primera opción al título enfrentando a Los Caturros. El partido acabaría 2-0 en contra de Colo Colo, perdiendo el título a manos de Universidad de Chile, que había cumplido su tarea frente a Unión La Calera. Finalizando la campaña, Héctor Tapia abandonaría el banco de Colo-Colo, llegando como reemplazante el "Coto" José Luis Sierra, con el cual saldría campeón en el Torneo Apertura 2015.

### Campeón del Torneo de Transición 2017
El 15 de julio de 2016, Pablo Guede fue confirmado como el nuevo estratega del Cacique, el cual proponía un juego muy ofensivo que venía demostrando en su paso por Palestino. En su debut en el torneo, caerían 1-2 frente a Unión Española, no obstante los hinchas quedaban satisfechos con lo mostrado, al ser un juego muy ofensivo y atractivo para el espectáculo. Aunque no sería una buena temporada, Colo-Colo ganaría la Copa Chile con un contundente 4-0 a Everton y quedaría en el torneo en la quinta posición.
Con un buen inicio de temporada en el Torneo Clausura 2017, el Cacique fracasó en la Copa Libertadores quedando eliminado en Segunda Fase ante el Botafogo brasileño. Perdería ante Deportes Iquique 3 a 2 y empataría con la Universidad de Chile 2-2 en el superclásico con un doblete de Octavio Rivero. Finalmente perdería el campeonato nuevamente con la "U", dudando de la continuidad de Guede.
Ya en el Torneo de Transición 2017, Colo-Colo estaba obligado a ser campeón, más con las contrataciones de Jorge Valdivia como gran figura y Agustín Orión, formando un equipo de lujo junto a Esteban Paredes, Jaime Valdés,  Julio Barroso, Octavio Rivero, Matías Zaldivia, entre otros. Comenzaría la temporada con la consagración de la Supercopa 2017 goleando 4-1 a Universidad Católica. Luego de un irregular comienzo, llegaría el Superclásico, donde Colo-Colo golearía a la "U" con un triplete espectacular de Esteban Paredes más un gol de Jaime Valdés. No sería hasta la Fecha 9 que los Albos quedarán en la primera posición, luego de derrotar 2-0 a Santiago Wanderers. En la fecha 12 Colo-Colo nuevamente golearía, 5-2 en este caso, frente a Unión Española, en una especie de final ya que ambos estaban primero y segundo respectivamente. Colo-Colo ganaría en la última fecha frente a Huachipato 3-0, con goles de Jaime Valdés, Octavio Rivero y Nicolás Orellana, los Albos conseguirían salir campeones luego de un año y medio de frustraciones y su estrella número 32 en la Primera División de Chile, y así la clasificación a Copa Libertadores 2018.
En 2018 volvió a la presidencia Gabriel Ruiz-Tagle, luego de derrotar a Daniel Morón en la votación interna del directorio. La llegada de Ruiz-Tagle trajo consigo el reemplazo de Pablo Guede como entrenador por parte de Héctor Tapia, lo que generó algunos roces en el plantel. En medio de este tenso clima asumió también Marcelo Espina como gerente técnico, quien tuvo varios conflictos con los jugadores y con Tapia. En el plano deportivo Colo-Colo logró llegar a los cuartos de final en la Copa Libertadores y se ubicó en el quinto puesto del torneo nacional, pero a final de año se decidió no extender el contrato de Tapia.

### Campeón de la Copa Chile 2019
En diciembre de 2018 llegó a la banca Mario Salas, y se decidió que a fines de 2019 se debía terminar el contrato de varios referentes del plantel. Sin embargo, la llegada a la presidencia de Aníbal Mosa en abril truncó los planes. Luego de la primera rueda, que terminó con el club en la primera posición, Mario Salas dejó de considerar al portero Agustín Orion como titular, lo que provocó la salida del arquero de la institución y un quiebre entre la dirección técnica y los jugadores. De ahí en más Colo-Colo sufrió irregularidades en sus presentaciones que llevaron a ubicarse en el segundo lugar, antes de la suspensión del campeonato debido al estallido social. Al final de la temporada se fueron Jaime Valdés y Jorge Valdivia, pero se mantuvo a Esteban Paredes, que se consagró como el goleador histórico del fútbol chileno luego de un tanto en el clásico frente a Universidad de Chile.

## Años 2020
A pesar de que el año 2020 comenzó con el campeonato de la Copa Chile tras derrotar en la final al clásico rival por 2-1, los problemas continuaron, y, tras cuatro derrotas consecutivas, la dirigencia decidió finalizar el contrato de Mario Salas como entrenador. Gualberto Jara fue el elegido como interino para continuar a cargo del club, y fue quien tuvo que enfrentar la suspensión del campeonato en marzo por la pandemia de COVID-19. En medio de esta suspensión la dirigencia mandó a los jugadores a que se acogieran al seguro de cesantía, lo que gatilló un problema salarial entre Blanco y Negro y el plantel, quienes cortaron las relaciones con los dirigentes. Además, acogerse al seguro tuvo graves consecuencias en lo deportivo, ya que por ley los jugadores no pudieron realizar por meses sus entrenamientos. La vuelta del fútbol vio como Colo-Colo seguía en caída libre en el torneo, por lo que Jara fue reemplazado por Gustavo Quinteros como director técnico.

### La salvación del descenso
Tras el mal momento que Colo Colo vivió desde la vuelta del campeonato nacional que había sido suspendido por la pandemia de COVID-19, se decidió terminar el contrato del director técnico del plantel albo de aquella ocasión, Gualberto Jara. Gustavo Quinteros, quien ya tenía experiencia en el fútbol chileno, pues había dirigido anteriormente a la Universidad Católica, asumió como entrenador en reemplazo de Jara. Con el cambio de director técnico, inicialmente Colo Colo no levantó cabeza, ya que empató con Coquimbo Unido por dos goles en el Estadio Francisco Sánchez Rumoroso, fue goleado por la Unión Española por 5 goles a 3 en el Estadio Monumental, quedó eliminado de la Copa Libertadores ante Wilstermann en La Ruca, empató a un gol contra Everton en el Sausalito y perdió contra Deportes Iquique en casa. 
Aunque con Quinteros en la banca, se incorporó el primer refuerzo vital para el Eterno Campeón, pues el 22 de octubre de 2020 arribaría Maximiliano Falcón a ser parte del equipo y llegaría la primera victoria, triunfo ante Deportes Antofagasta en el Estadio Monumental, con gol de Iván Morales. Más tarde, Colo Colo perdería 3 a 1 ante Palestino en el Municipal de La Cisterna, con un único tanto a favor del Cacique de Juan Manuel Insaurralde, ganó ante Audax Italiano en el Monumental, con gol de Pablo Mouche, perdió ante Curicó Unido por dos tantos a cero en el mismo estadio y empató ante Huachipato a dos goles en el Huachipato-CAP Acero, con anotación de Leonardo Valencia y destacando aquí el primer gol de Peluca Falcón. 
Tras el empate de Colo Colo ante los acereros, muchos hinchas exigían la salida de Quinteros de la banca alba, aunque el técnico se mantuvo en el cargo, y con él llegaron refuerzos importantes, como Pablo Solari, que llegaría al equipo albo a préstamo desde Talleres. Luego de perder ante Deportes La Serena en el Monumental por dos goles a cero, Colo Colo logró una victoria ante Unión Española en el Estadio Santa Laura, con anotaciones de Javier Parraguez y un gol en contra de Harold Cummings. Posterior a dicho partido seguiría la edición 178 del Clásico Moderno entre Colo Colo y la Universidad Católica en el San Carlos de Apoquindo, encuentro que terminó con el marcador en blanco. El cuadro de Quinteros vería escasas victorias seguidas de empates y ahora pocas derrotas; ganaría contra Antofagasta 1-0 en el Calvo y Bascuñán con gol solitario de Gabriel Costa, donde el Peluca se destacó por evitar un gol de los Pumas, cabeceando el balón justo en la línea de la portería, y perdería contra Santiago Wanderers por 3-0 en el Elías Figueroa, vencería a Everton por 1-0 en el Monumental, con anotación de Pablo Mouche y posteriormente vendrían dos empates, uno ante la Universidad de Concepción en el Ester Roa por 1-1, con goles de Matías Cabrera para el Campanil y de Gabriel Costa para el Eterno Campeón, y otro sin goles ante su archirrival, la Universidad de Chile en la versión 188 del Superclásico en el Estadio Monumental, empate de oro para el plantel albo, ya que extendía la racha de 20 años sin perder en casa ante la ''U'', y porque se ha dicho que ''de perder Colo Colo el partido contra la U en el Monumental, Colo Colo bajaba, porque habría sido demasiado el impacto'' (palabras emitidas por Aldo Schiappacasse durante la transmisión del Superclásico 189). 
Desde allí, el equipo comenzó a obtener algunos buenos resultados, pero no lo suficientes para alejarse de las últimas posiciones. El Cacique le ganaría en el Monumental a un complicado Coquimbo Unido por 2-1, con goles de Diego Vallejos para el conjunto pirata y de Gabriel Costa y Javier Parraguez casi al final del encuentro, también vencería en La Ruca a Unión La Calera por 2-1 igualmente, con Jeisson Vargas (para el cuadro cementero), Ignacio Jara y César Fuentes (para el cuadro albo) como protagonistas. Después vendrían dos empates, con Deportes Iquique (0-0 en el Tierra de Campeones) y Cobresal (0-0 en el Monumental). Esto le permitió llegar a la última fecha del campeonato dependiendo de sí mismo para zafar de toda posibilidad de descenso; visitó a O'Higgins en el estadio El Teniente de Rancagua donde a inicios del segundo tiempo, se puso adelante del marcador con gol de César Fuentes, pero en los minutos finales, los celestes se volcaron en busca del empate, el cual llegó en el último minuto de partido gracias a un penal el cual Tomás Alarcón convirtió en gol; el resultado, sumado a otros en simultaneo, condenaba al equipo de Gustavo Quinteros a jugar un partido por el descenso contra la Universidad de Concepción (penúltimo de la tabla de promedios) en el Estadio Fiscal de Talca, siendo lo más cercano que estuvo el Eterno Campeón de bajar a la Primera B en más de 90 años de historia.
El partido por la permanencia tuvo lugar en el estadio de Rangers y culminó a favor de Colo Colo con un solitario gol de Pablo Solari en los primeros minutos del encuentro, dejando al cuadro del Cacique en Primera División por un año más, mientras que el Campanil descendía a la ''B'' por segunda vez en su historia. Finalizada la temporada, Gustavo Quinteros y la dirigencia Blanco y Negro hacen una reestructuración total del plantel dada la pésima campaña que tuvieron y que los puso en inminente riesgo de perder la categoría por primera vez. Los cambios más destacados fueron la salida de Pablo Mouche, Esteban Paredes, Juan Manuel Insaurralde y Julio Barroso, dejando un plantel renovado con promesas juveniles y refuerzos.

### Subcampeón de la Supercopa y campeón de la Copa Chile 2021
El primer tropiezo en la carrera de Quinteros ocurre en la Supercopa 2020, donde Colo Colo pierde por 4-2 contra el anterior club del técnico, Universidad Católica, ahora de la mano de Gustavo Poyet. Aunque eso no evitó que el técnico argentino-boliviano se enfocara en el objetivo de llevar al equipo albo a lo más alto y borrar su pésima campaña anterior. El Campeonato PlanVital 2021 tuvo un arranque regular para Colo Colo, empatando 0-0 ante Unión La Calera en la Fecha 1, pero conociendo de victorias en los siguientes partidos, ante Cobresal, O'Higgins, Everton y la Universidad de Chile en el Superclásico 189. Antes del partido contra Ñublense en la Fecha 6 del campeonato, el plantel entero tuvo que aislarse tras confirmarse un caso positivo de COVID-19 dentro del cuerpo técnico de Colo Colo, por lo que Quinteros tuvo que apostar por un plantel totalmente juvenil proveniente de las inferiores. Como resultado, Colo Colo cayó por goleada 5-1 ante los Diablos Rojos, con un solitario gol de Juan Carlos Gaete. No obstante, esta derrota le sirvió a Quinteros para seleccionar a varios jugadores de la cantera y sumarlos al once titular, como es el caso de Luciano Arriagada, Joan Cruz y Vicente Pizarro.
El equipo alcanzó su punto más alto en la Copa Chile 2021, en donde Colo Colo, al haberse adjudicado la Copa Chile 2019, accedía directamente a los octavos de final. Una excelente campaña hizo que el Cacique derrotara 1-3 a Deportes La Serena en el partido de ida en el Estadio La Portada, con goles de Iván Morales, Gabriel Costa y Pablo Solari, y luego lo goleara 4-0 en la vuelta en el Estadio Monumental, con anotaciones de Iván Morales de doblete, Lucas Fassón en contra y Gabriel Costa. Añadido a estos resultados, Colo Colo llevaba 3 partidos en el campeonato sin conocer derrotas, más los dos partidos de la Copa Chile. El Eterno Campeón festejó una victoria 2-3 en los cuartos de final ante Palestino en la ida en el Municipal de La Cisterna, con tantos de Martín Rodríguez, Jonathan Benítez en contra y Marcos Bolados, y empatando en la vuelta en el Monumental 1-1, con goles de Pablo Alvarado para los árabes y de Martín Rodríguez para los albos, consolidando su clasificación a semifinales por un marcador global de 3-4 a favor de Colo Colo. El Cacique llegó a 13 partidos sin conocer de derrotas en el duelo por la semifinal ida de la Copa Chile ante Unión Española en La Ruca, partido que ganó por 4-0, con goles de Iván Morales de doblete, uno de penal, Gabriel Costa y el primer gol de Emiliano Amor, un refuerzo de los albos que llegó al equipo durante el campeonato de este año. Con este resultado, Colo Colo estaba prácticamente instalado en la final y llegando a 14 partidos sin perder.

### Subcampeón de la Primera División 2021
Al inicio de la segunda rueda, Colo Colo consiguió un empate 1-1 ante Unión La Calera, llegando a 15 partidos invicto entre el Campeonato PlanVital y la Copa Chile, cifra que no había sido alcanzada desde el Torneo Clausura 2003, donde los albos llegaron con la misma cantidad de duelos sin perder, aunque esa racha se cortó contra Cobreloa en la Final Vuelta de aquel campeonato. Desafortunadamente, y tras un fallido penal de Iván Morales, la racha fue cortada en el Monumental contra Cobresal en el Campeonato, perdiendo 1-0. Sin embargo, esto no detuvo al plantel, quienes visitaron el Santa Laura-Universidad SEK para la semifinal vuelta, partido que concluyó a favor de Colo Colo por 2-3, con doblete de Pablo Solari y anotación de Marcos Bolados, instalándose en la final de la Copa Chile. La final de la Copa Chile se disputó entre Colo Colo y Everton en el Estadio Fiscal de Talca -mismo estadio donde los albos se salvaron del descenso-, Colo Colo se impuso ante el auriazul por 2 goles a 0, con anotación de Pablo Solari, quien marcó nuevamente el primer gol, al igual que como lo hizo en febrero para salvar al Eterno Campeón del descenso, y el primer gol en el profesionalismo de Joan Cruz. Finalmente Colo Colo, con un equipo casi totalmente juvenil, entre refuerzos y jugadores de la cantera, se coronó bicampeón de la Copa Chile y aseguró un puesto como Chile 4 a la Copa Libertadores 2022, obteniendo el primer título de la mano de Gustavo Quinteros.
Tras la salida de Gustavo Poyet de la banca de la Universidad Católica, asume como director técnico interino Cristián Paulucci, quien ya había sido ayudante técnico de Gustavo Quinteros en su paso por la Franja, y comienza a hacer una serie de modificaciones en el plantel que lo vuelve a meter a la pelea por el título, dejando complicado a Colo Colo, que en ese momento se encontraba como exclusivo líder del torneo. El Cacique logra reponerse de la derrota contra Cobresal en La Ruca, imponiéndose por 3-2 ante O'Higgins en el Estadio El Teniente, con goles del Pibe Solari, Javier Parraguez y Leonardo Gil, en un partido válido por la Fecha 20, derrotando después a Everton en casa por 2-0, con tantos del Peluca Falcón y Leonardo Gil, y después venciendo a su archirrival, Universidad de Chile por 1-3 en el Estadio El Teniente, con anotaciones de Marcos Bolados, Ramón Arias en contra e Ignacio Jara en la edición 190 del Superclásico, desatando una crisis en el cuadro estudiantil que se prolongaría hasta el final del campeonato. Para la Fecha 23, Colo Colo recibiría a Ñublense en el Estadio Monumental, con sed de ''venganza'', pues contra ese mismo equipo el Cacique tuvo que apostar por sus canteranos debido a una ola de casos de contagios en el plantel titular, y sufrió una goleada por 5-1, así que los hinchas albos exigían una goleada de vuelta contra los Diablos Rojos. En un partido que estuvo marcado por el retiro de Eduardo Gamboa, sorpresivamente Ñublense derrotó 1-0 a Colo Colo, dejando a los jugadores y a los hinchas con las ganas de la venganza. Tras esta derrota, Colo Colo no bajó los brazos y venció a Palestino por 1-2 en el Municipal de La Cisterna, con tantos de Iván Morales y el Colo Gil y antes de quedar libres en la Fecha 26, derrota a Huachipato por 2-0 en el Monumental, con anotaciones de Marcos Bolados y Leonardo Gil de penal, quedando como único líder y estando más tranquilos en la fecha en la que no jugarían.
En su regreso, el Eterno Campeón le ganaría 4-1 a Deportes La Serena en el Estadio La Portada y con goles de Pablo Solari, Gabriel Costa y doblete de Marcos Bolados, llegando con dos puntos de ventaja al Clásico Moderno ante su directo rival, la Universidad Católica. El equipo de la Franja llegaba en una racha de 7 victorias consecutivas de la mano de Paulucci, mientras que el Cacique venía de 3 victorias consecutivas. Albos y Cruzados ya habían tenido dos encuentros en este año, el primero fue durante la Supercopa 2020, la cual terminó en victoria 4-2 para Universidad Católica, y el último enfrentamiento se desarrolló en el Estadio San Carlos de Apoquindo, resultando un empate 0-0 el Clásico Moderno 179 válido por la Fecha 11 del Campeonato PlanVital. Lo que más marcaría el partido sería una rivalidad entre Gustavo Quinteros y Cristián Paulucci, quienes trabajaban juntos mientras el actual técnico albo se hallaba en la banca cruzada. El encuentro se llevó a cabo en el Estadio Monumental, iniciando con un gol a favor de la Católica de la mano de Diego Valencia. Al inicio del segundo tiempo, el árbitro Julio Bascuñán, tras una falta cometida por Valencia contra el Pibe Solari, cobra penal a favor del Eterno Campeón. Iván Morales fue quien dio el tiro desde los doce pasos, pero aquel penal fue tapado por el Zanahoria Pérez, y luego todos los jugadores fueron tras el balón, siendo Gabriel Suazo quien intentaría meter el balón luego de la fallida definición, pero nuevamente el portero de la Universidad Católica atrapa el tiro, el cual es lanzado hacia el otro extremo del estadio por un jugador cruzado. Más adelante, tras una serie de errores de los jugadores del equipo visitante, Pablo Solari saca un potente tiro hacia los cordeles de la Franja y anota el 1-1 en el Monumental. El encuentro permanecería en empate hasta el minuto 90+4, en donde, tras un magnífico pase de Joan Cruz, Javier Parraguez, de la misma manera que lo hizo Diego Valencia, anota el gol de la victoria, quedándose con el Clásico Moderno 180 con un marcador de 2-1, y dejando a Colo Colo con altas chances de ganar el título.
Previo al inicio de la Fecha 29, después de la victoria de Colo Colo ante la Universidad Católica, el cuadro del Cacique reportó un nuevo brote masivo de COVID-19 en el plantel titular, iniciándose así una cuarentena de 19 jugadores más 15 de parte de los titulares de la Franja mientras se hacía la trazabilidad, pero más tarde esta cifra aumentó a 44 funcionarios del equipo de Colo Colo que debían aislarse obligatoriamente, entre jugadores titulares y miembros del cuerpo técnico, inclusive el director técnico Gustavo Quinteros. Inicialmente se creyó que los jugadores juveniles que jugaron contra Ñublense en el primer brote de coronavirus en Colo Colo podrían ser titulares en el choque ante Audax Italiano en el Estadio El Teniente, mas esta idea se caería luego de que la Seremi de Salud ordenara la cuarentena de los jugadores que habitan en la Casa Alba, tales como Luciano Arriagada, Joan Cruz, Vicente Pizarro, entre otros, aumentando la cifra de personas en cuarentena del plantel del Eterno Campeón a 62. El arranque de la Fecha 29 estuvo marcado por este partido, donde Colo Colo no tuvo otra alternativa más que apostar por jugadores juveniles menores de edad, integrantes del equipo que no fueron citados al Clásico Moderno contra la Universidad Católica, cuya media de edad apenas era de 18 años. Jugadores como Felipe Yáñez, Danilo Díaz, Miguel Toledo, Damián Pizarro, Santiago Bravo, Jorge Araya y Diego Plaza, integrantes del equipo juvenil de Colo Colo, que participaban en el Campeonato de Fútbol Joven, debutaron en el profesionalismo en este encuentro, y otros como Julio Fierro o Carlo Villanueva ya tenían experiencia en partidos contra titulares. Otra novedad para este choque fue la ausencia del DT albo, puesto que debía realizar la cuarentena decretada por la Seremi de Salud, siendo Eduardo Rubio quien estaba en la banca del plantel juvenil de Colo Colo. El partido finalizó 2-0 a favor de Audax Italiano y esto significó que el Cacique volviera a tener dos puntos más que la Universidad Católica, pues los Cruzados posteriormente ganarían su duelo ante O'Higgins en El Teniente. En la Fecha 30, el Eterno Campeón solo contaba con 5 jugadores disponibles para enfrentar a Santiago Wanderers en el Estadio Monumental, puesto que luego del partido contra los Itálicos, detectaron otro positivo en el plantel juvenil, lo que orilló a una nueva cuarentena, por lo que solicitó la postergación del encuentro, algo que no fue bien visto por los integrantes del Decano, puesto que alegaban que ''las reglas estaban para cumplirse''. Finalmente la ANFP, por ''motivos de fuerza mayor'', decidió reprogramar el partido entre Colo Colo y Santiago Wanderers al día 6 de noviembre. El partido terminó 3-0 a favor del Cacique, con anotaciones de Javier Parraguez de doblete y Gabriel Costa al final. La novedad que marcó este encuentro fue la nominación de Brayan Cortés a la Selección Chilena, lo que desembocaría en su ausencia por dos fechas, por lo que se decidió que casi a finales del partido contra el cuadro caturro su reemplazo por Omar Carabalí, quien sería titular en el cuadro albo por las siguientes dos contiendas.
El declive en Colo Colo comienza en la Fecha 31, donde recibe en el Estadio Monumental a Deportes Melipilla, con la obligación de ganar para obtener la estrella 33. Durante el encuentro ocurren irregularidades de parte de ambos equipos, pues en el minuto 70 Andrés Segovia anota el 1-0 a favor de los Potros, mas el árbitro Ángelo Hermosilla anuló el tanto por posición adelantada. Cinco minutos más tarde, el juez cobra penal a favor de Colo Colo, siendo Leonardo Gil quien decide patear el balón desde los doce pasos. Nicolás Peranic trata de evitar que el esférico entre, y tras la orden del juez, el Colo Gil patea el balón, mas golpea el travesaño y el tiro se va desviado, perdiendo una clara opción de anotar. En los últimos finales minutos del partido, una fuerte entrada de Bruno Gutiérrez contra Cristián Zavala significó su expulsión, debiendo jugar el resto del duelo con 10 hombres. En los suspiros, el Pibe Solari lanza un tiro que choca en el pecho de Miguel Escalona y rebota en el brazo, desatando la reclamación de mano por parte del cuadro albo. El árbitro decide revisar la jugada al VAR y luego cobra la falta penal, la cual fue muy cuestionada en redes sociales, pues el balón no golpea el brazo de Escalona, sino que primero le pega en su pecho y tras el rebote se va hacia el brazo, aunque esto fue aclarado inmediatamente tras conocerse que las reglas del cobre de mano en el fútbol habían sido modificadas.

Se considera que un jugador ha agrandado su cuerpo de forma antinatural cuando la posición de su mano/brazo no es consecuencia o puede justificarse por su movimiento corporal jugador para esa situación específica. Al tener su mano/brazo en dicha posición, el jugador corre el riesgo de que su mano/brazo sea golpeado por el balón y sea sancionado; o anota en la portería del adversario
Cambio en el reglamento acerca de cobre de falta de mano

En esta ocasión, Emiliano Amor decidió patear el penal, el cual esta vez sí logró transformarse en gol, el primer tanto del jugador argentino en el Campeonato PlanVital y el segundo en Colo Colo, pues ya había marcado un gol a Unión Española en la semifinal ida de la Copa Chile. Con esta victoria, el Cacique se mantendría puntero, pero una baja de rendimiento notoria comenzaría a perjudicar bastante al cuadro albo en la recta final del campeonato.
En la Fecha 32, Curicó Unido debía recibir a Colo Colo en el Estadio La Granja, con una obligación de los albos de ganar para mantener su liderato. El partido fue arbitrado por Roberto Tobar, encuentro que no estuvo exento de polémicas, pues casi al final del duelo, una falta entre Jeyson Rojas y Felipe Fritz fue vista por los espectadores como penal, mas el juez desestimó esa sanción, además de no asistir al VAR para revisar la jugada, algo que fue muy mal visto por parte de los presentes y de los comentaristas de fútbol, así como también los espectadores virtuales, que expresaron su molestia en redes sociales acusando que Tobar estaba favoreciendo a Colo Colo. A pesar de un excelente pase de Joan Cruz a Pablo Solari, el encuentro terminó 0-0 y el Eterno Campeón cedió terreno a la Universidad Católica en la lucha por el título. El Cacique debía enfrentar a Unión Española en un partido válido por la Fecha 33 del Campeonato PlanVital, pero nuevamente llegó el invitado no deseado del plantel: el COVID-19. Colo Colo reportó por tercera vez casos de coronavirus, lo que orilló a una cuarentena de algunos jugadores importantes para la escuadra alba. Jugadores como Brayan Cortés y Gabriel Costa no pudieron estar presentes en este encuentro, así como también se sintió la ausencia de Maximiliano Falcón por acumulación de tarjetas amarillas. Este partido se jugó en simultáneo junto con los encuentros de Curicó Unido y Palestino, Unión La Calera y Deportes La Serena, y Universidad Católica y Huachipato. En este duelo, se vio un increíble descenso en el rendimiento del equipo, cometían bastantes errores poco usuales y llegaban muy pocas veces al arco. Minutos después del inicio del segundo tiempo, Alejandro Chumacero metió el 1-0 a favor de Unión Española y destrozó las ilusiones de Colo Colo de obtener el campeonato. A pesar de la constante lucha de los albos por empatar, Unión Española derrotó al Cacique por la cuenta mínima en el Estadio Monumental, llegando algo emproblemado a la última fecha, en donde fueron recibidos por Deportes Antofagasta. Maximiliano Falcón nuevamente se ausentó, aunque esta vez por contacto estrecho de COVID-19, al igual que los demás jugadores anteriormente mencionados. Colo Colo llegaba al Estadio Calvo y Bascuñán con la obligación de ganar para, al menos, forzar una final con Universidad Católica. Desafortunadamente, tras un penal bien ejecutado por Tobías Figueroa, la expulsión de Omar Carabalí y el pésimo desempeño del equipo, los albos cayeron 1-0 ante los Pumas y dejaron a los Cruzados como tetracampeones. Aquello provocó una ira enorme en los hinchas de la Garra Blanca, quienes comenzaron a lanzar butacas al campo del Estadio Calvo y Bascuñán, destrozándolo casi completamente.
Muchos hinchas exigieron la salida de Matías Zaldivia del cuadro albo, pues una mano de él en el choque ante Deportes Antofagasta significó el derrumbe de la ilusión de la estrella 33, así como también la salida de Óscar Opazo, dada su poca y nula participación en los últimos partidos. Aunque Gustavo Quinteros decidió mantenerlos y pidió refuerzos para la temporada 2022, los cuales llegaron al fin. Al cuadro albo arribaron Esteban Pavez, quien cumple su tercer ciclo en Colo Colo, Cristián Zavala, proveniente de Deportes Melipilla y quien ya tenía pasado en el Cacique, y el 9 que Quinteros tanto pidió; Juan Martín Lucero, proveniente de Vélez Sarsfield. Para entrenar con miras a la Copa Libertadores 2022, la Supercopa 2022 y el Campeonato PlanVital 2022, Colo Colo inició un torneo de verano en Argentina, con equipos como Universidad de Chile, Talleres de Córdoba y Boca Juniors.

### Pretemporada y campeón de la Supercopa 2022
Durante el inicio del año 2022, Colo-Colo juega un torneo de verano en Argentina para comenzar a pavimentar el camino del Torneo Nacional. A la tienda alba llegaron jugadores como Cristián Zavala (proveniente del descendido Deportes Melipilla), la vuelta después de 5 años de Esteban Pavez, quien venía desde el fútbol mexicano, Juan Martín Lucero como refuerzo de lujo para suplir la salida de Iván Morales al Cruz Azul y el regreso de Alexander Oroz que volvía a las filas de Colo-Colo tras el fin de su préstamo con Deportes Iquique. 
La pretemporada del Popular inició el 14 de enero de 2021 con un partido frente a Universidad de Chile en La Plata, donde el Cacique terminaría ganando por 2 goles a 1, con anotaciones de Gabriel Costa (penal) y Maximiliano Falcón, y con un descuento del debutante Darío Osorio para los azules. Luego, el 17 del mismo mes terminaría cayendo por 2-0 ante Boca Juniors y quedando fuera del triangular internacional.
Tras el fin de su participación y el cierre de la pretemporada, Colo-Colo salta al Estadio Ester Roa el 23 de enero para medirse ante Universidad Católica (campeón del Campeonato PlanVital 2021) en el marco de la Supercopa 2022, como vigente campeón de la Copa Chile. En un encuentro que primero se vio complicado y demorado producto de una batalla entre las dos hinchadas al minuto 35 del partido, Colo-Colo derrota a los Cruzados por 2-0, con anotaciones de Leonardo Gil y Carlo Villanueva casi al final del encuentro, concretando así el tercer título del Popular en esa competición.